# Hartley, Cumbria
Hartley är en by (village) och en civil parish i Cumbria i nordvästra England. Orten har 133 invånare (2001).